# Antilocàprids
Els antilocàprids (Antilocapridae) són una família d'artiodàctils endèmica de Nord-amèrica. Els seus parents vivents més propers són els giràfids, dins la superfamília dels girafoïdeus. Totes les espècies de la família estan extintes tret d'una, l'antílop americà (Antilocapra americana). Es tracta d'un animal remugant semblant a un antílop. Presenta petites banyes bifurcades.